# Каму-Сииг
Каму́-Сии́г (фр. Camou-Cihigue) — коммуна во Франции, находится в регионе Аквитания. Департамент — Атлантические Пиренеи. Входит в состав кантона Монтань-Баск. Округ коммуны — Олорон-Сент-Мари.
Код INSEE коммуны — 64162.

## География

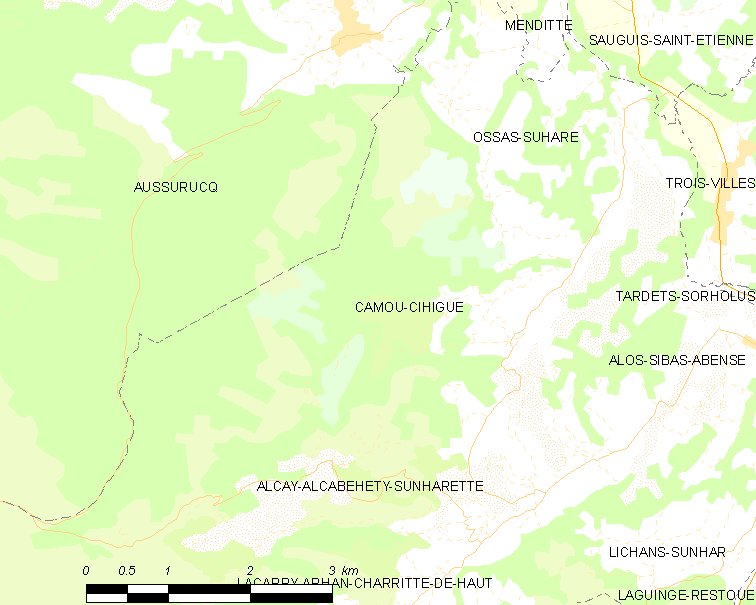
Карта коммуны

Коммуна расположена приблизительно в 690 км к югу от Парижа, в 195 км южнее Бордо, в 50 км к юго-западу от По.

### Климат
Климат тёплый океанический. Зима мягкая, средняя температура января — от +5°С до +13°С, температуры ниже −10 °C бывают редко. Снег выпадает около 15 дней в году с ноября по апрель. Максимальная температура летом порядка 20-30 °C, выше 35 °C бывает очень редко. Количество осадков высокое, порядка 1100 мм в год. Характерна безветренная погода, сильные ветры очень редки.

## Население
Население коммуны на 2010 год составляло 103 человека.
| 1962 | 1968 | 1975 | 1982 | 1990 | 1999 | 2010 |
| ---- | ---- | ---- | ---- | ---- | ---- | ---- |
| 171  | 148  | 140  | 133  | 119  | 114  | 103  |

## Администрация
| Период | Период | Фамилия         | Партия | Примечания |
| ------ | ------ | --------------- | ------ | ---------- |
| 1995   | 2014   | Жан-Батист Агер |        |            |
| 2014   | 2020   | Жан-Филипп Пети |        |            |

## Экономика
В 2010 году среди 64 человек трудоспособного возраста (15-64 лет) 56 были экономически активными, 8 — неактивными (показатель активности — 87,5 %, в 1999 году было 63,2 %). Из 56 активных жителей работали 53 человека (32 мужчины и 21 женщина), безработных было 3 (1 мужчина и 2 женщины). Среди 8 неактивных 3 человека были учениками или студентами, 2 — пенсионерами, 3 были неактивными по другим причинам.

## Достопримечательности
- Пещера Этшеберрико-Карбья (поздний палеолит). Исторический памятник с 1952 года[4]
- Церковь Св. Петра (1844 год)[5]
- Церковь Нотр-Дам (1828 год)[6]

## Фотогалерея

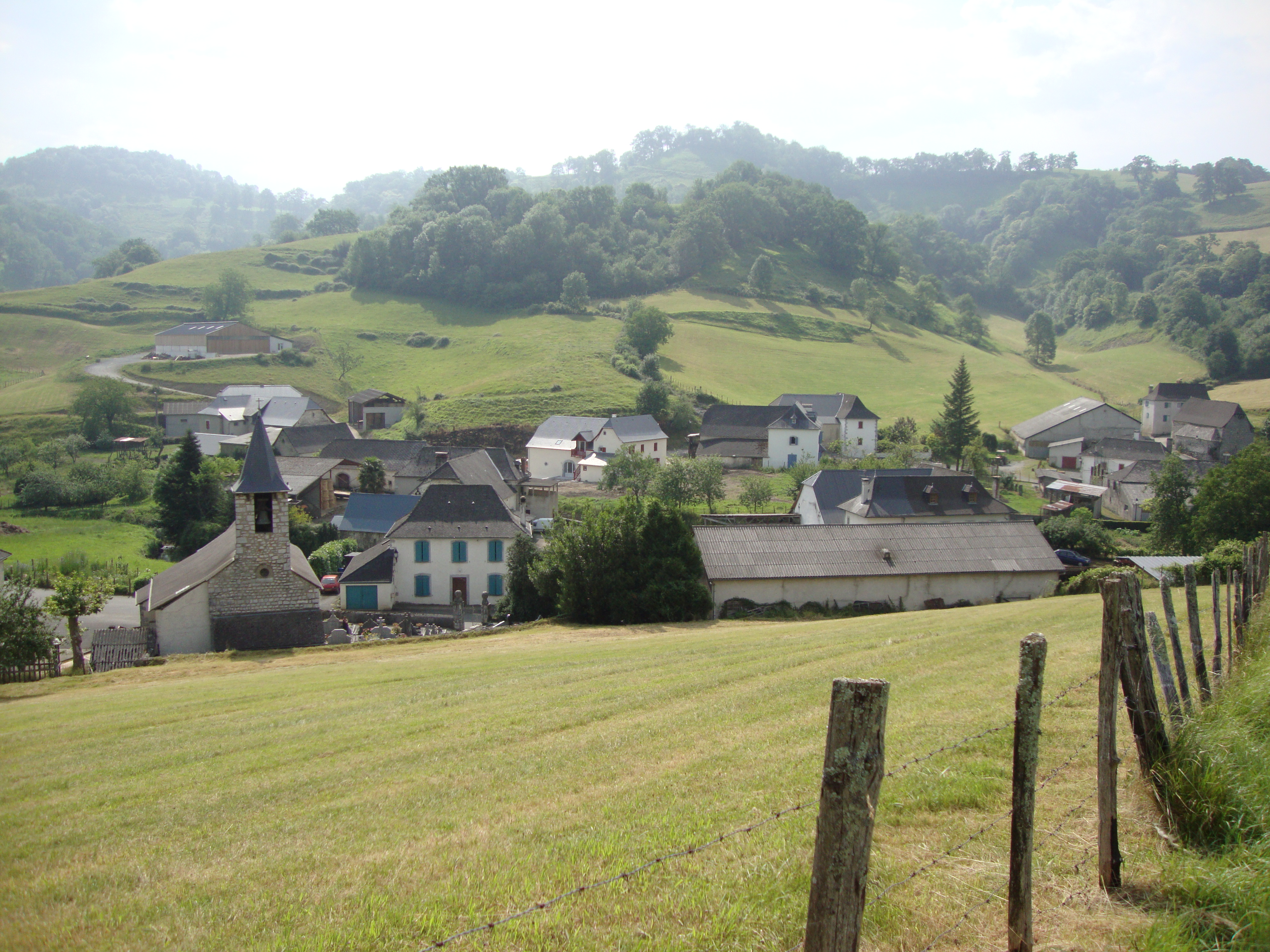
Каму
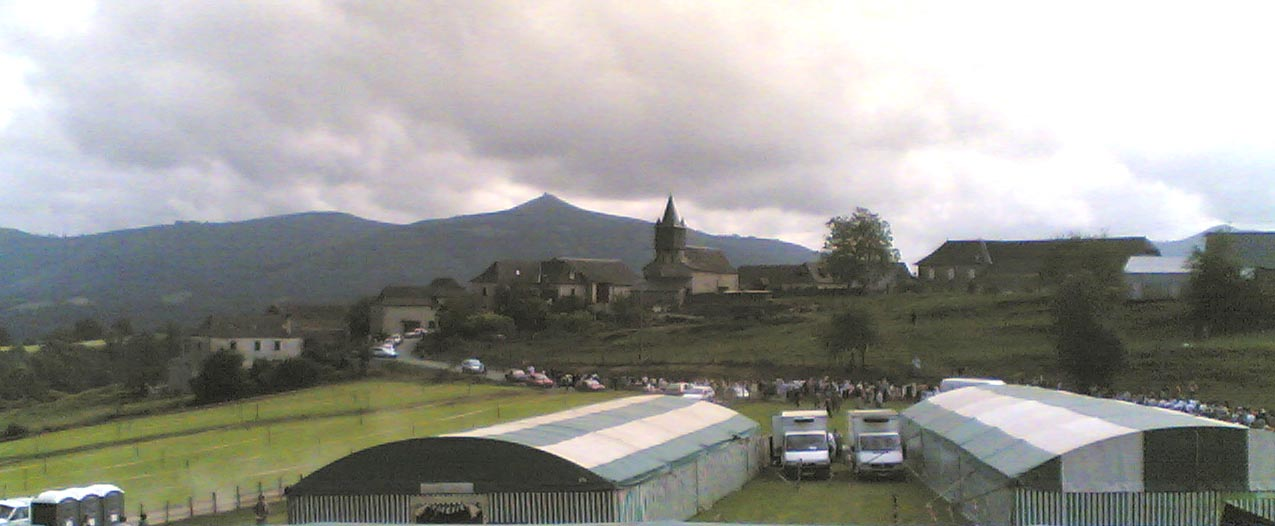
Сииг
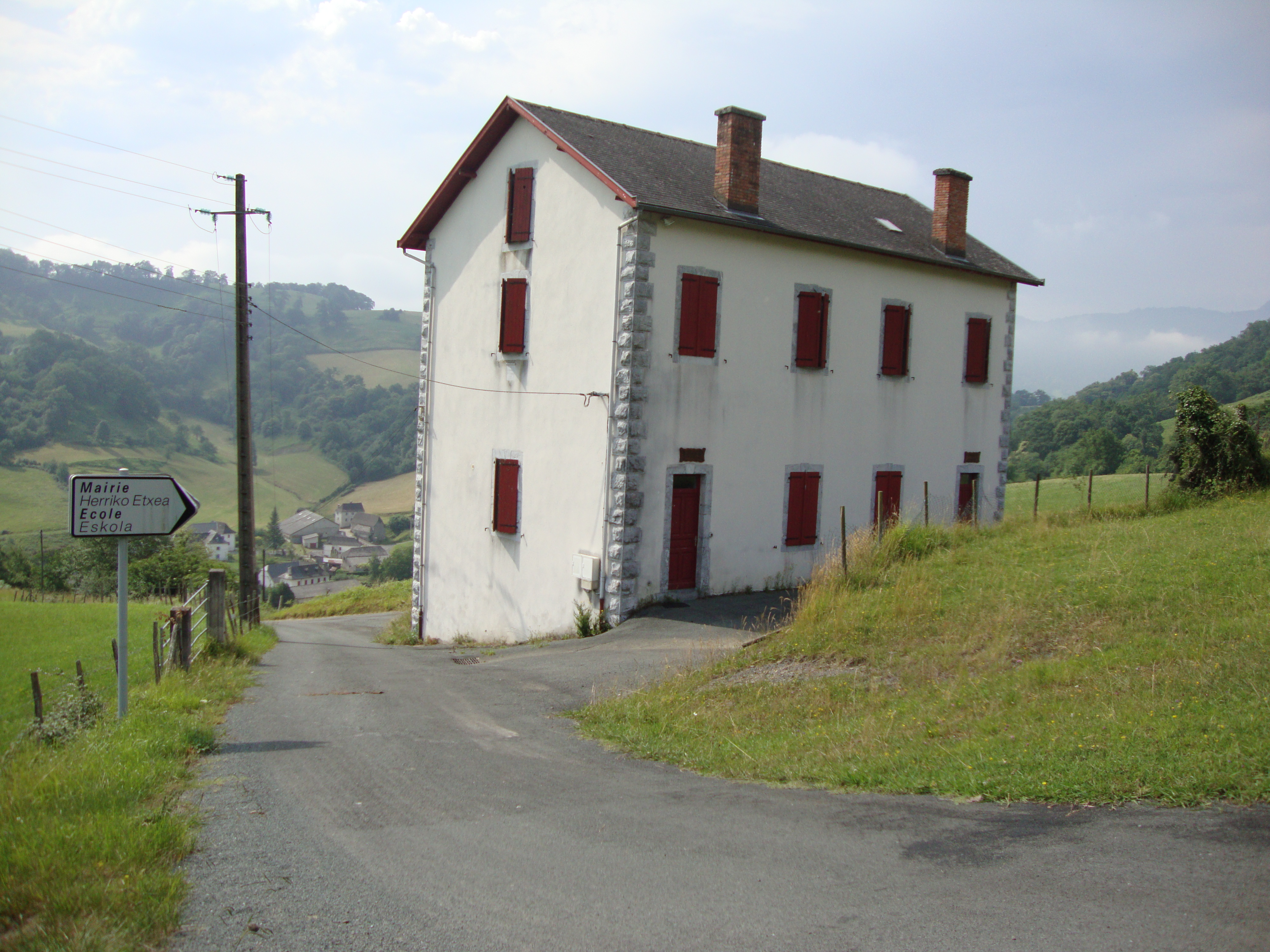
Мэрия и школа
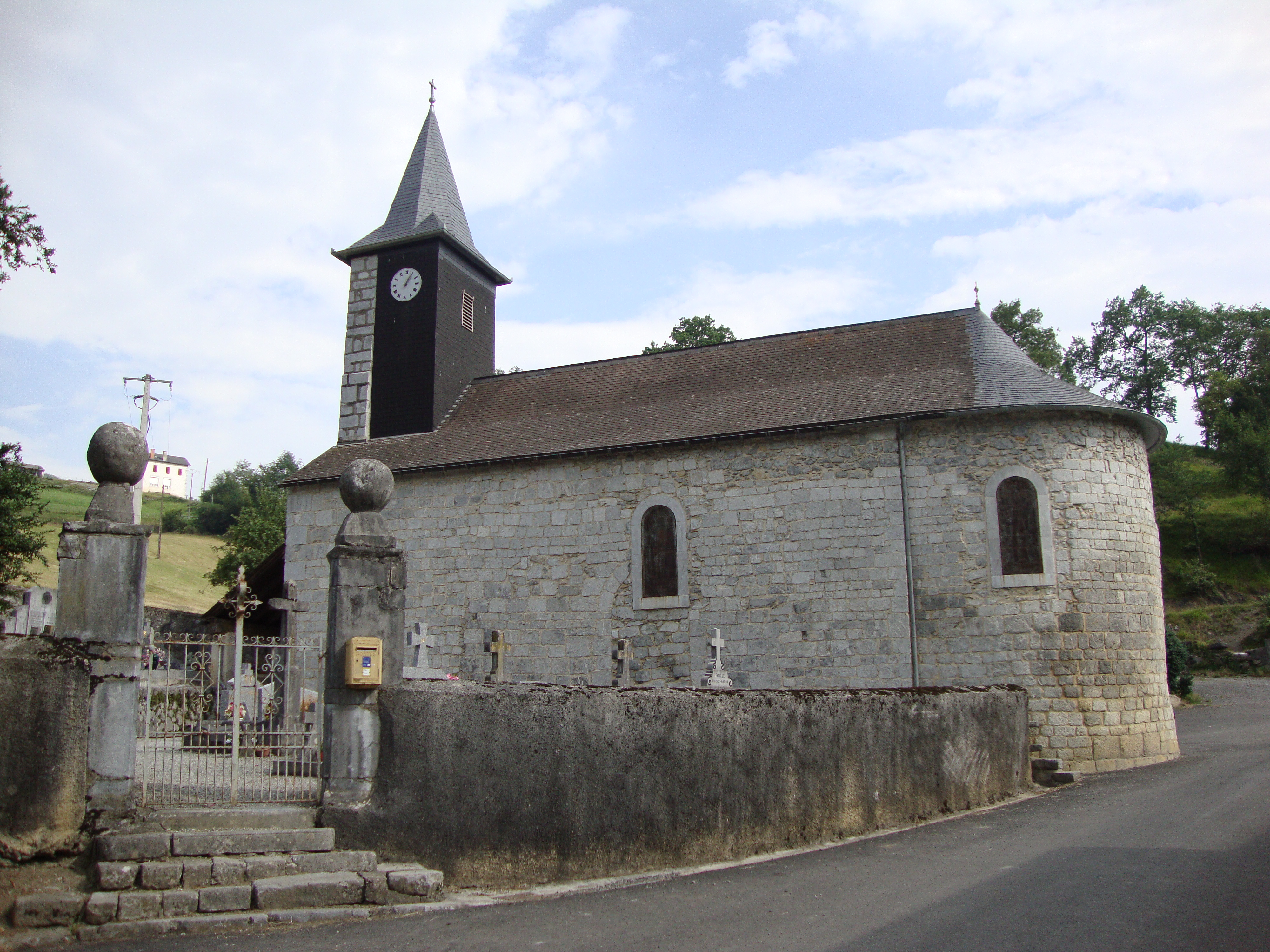
Церковь Св. Петра
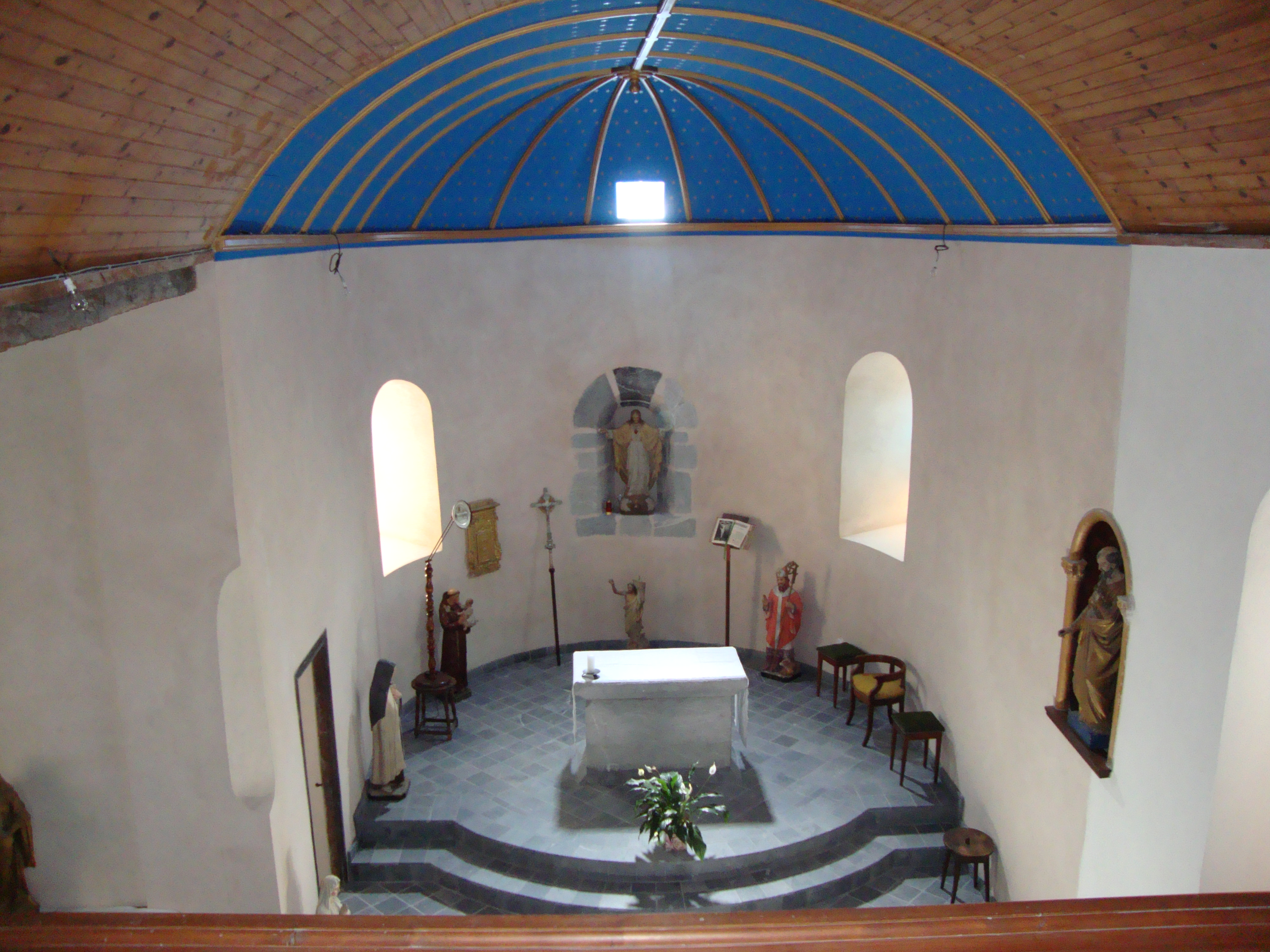
Интерьер церкви Св. Петра
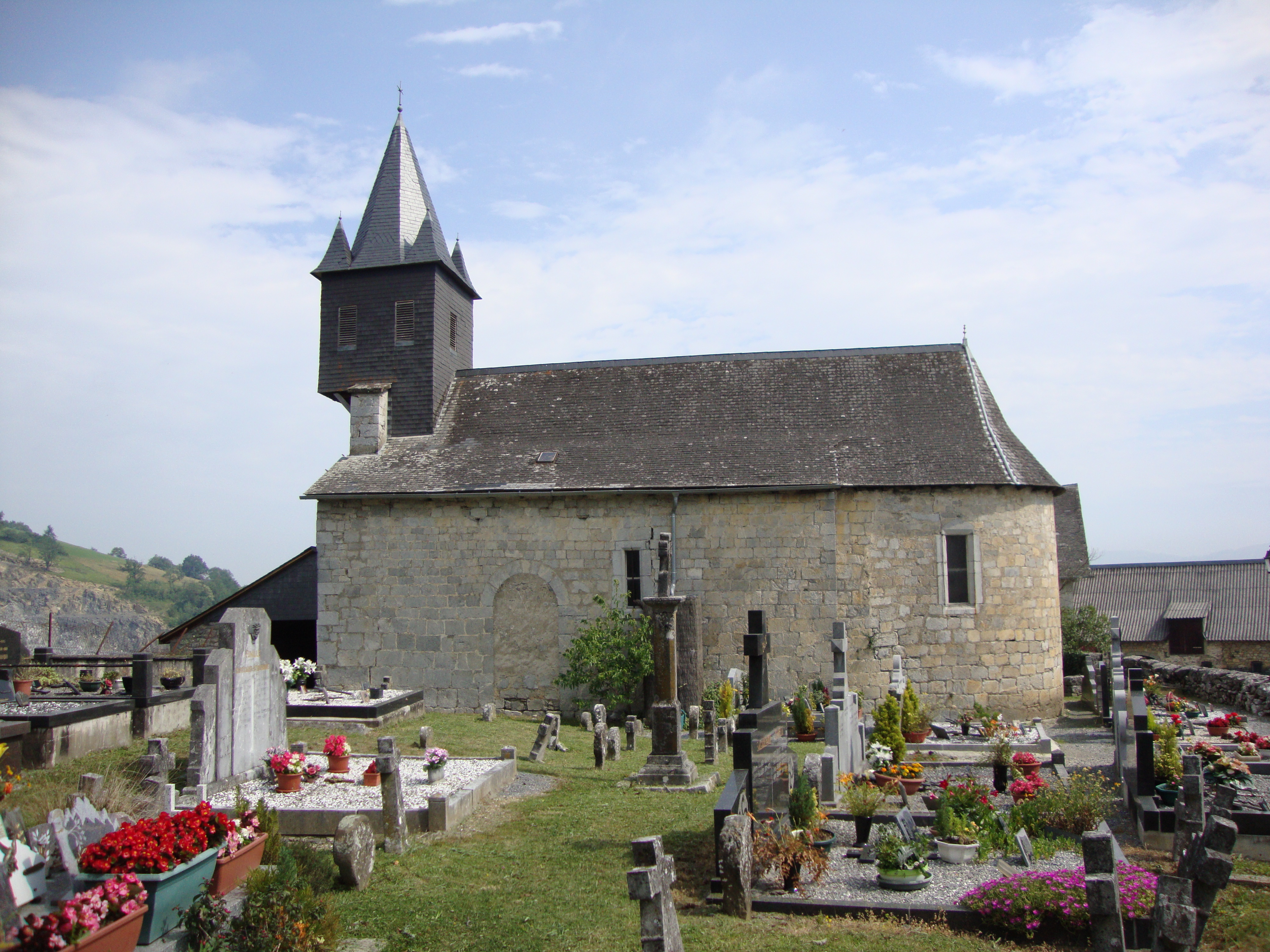
Церковь Нотр-Дам
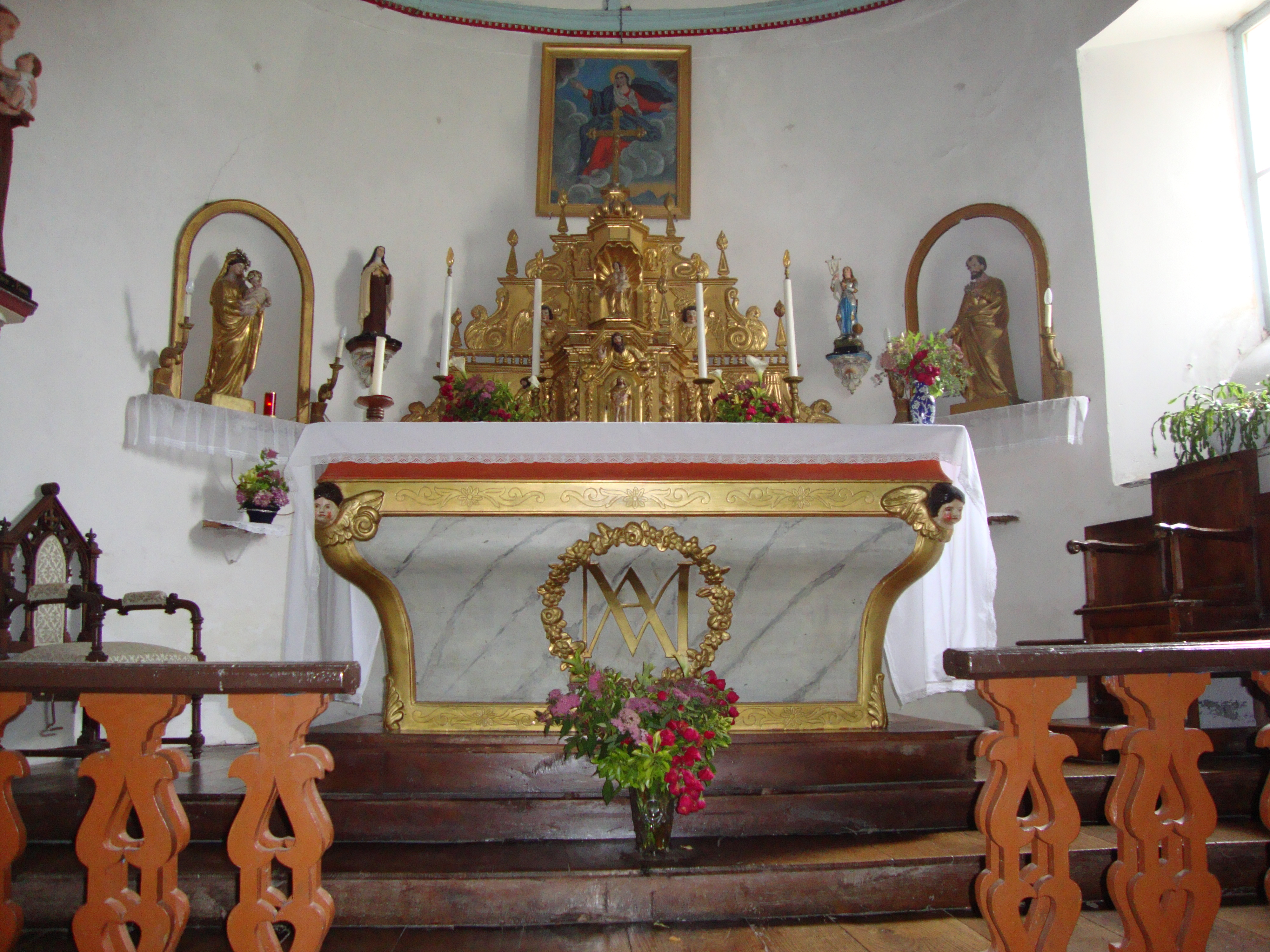
Интерьер церкви Нотр-Дам
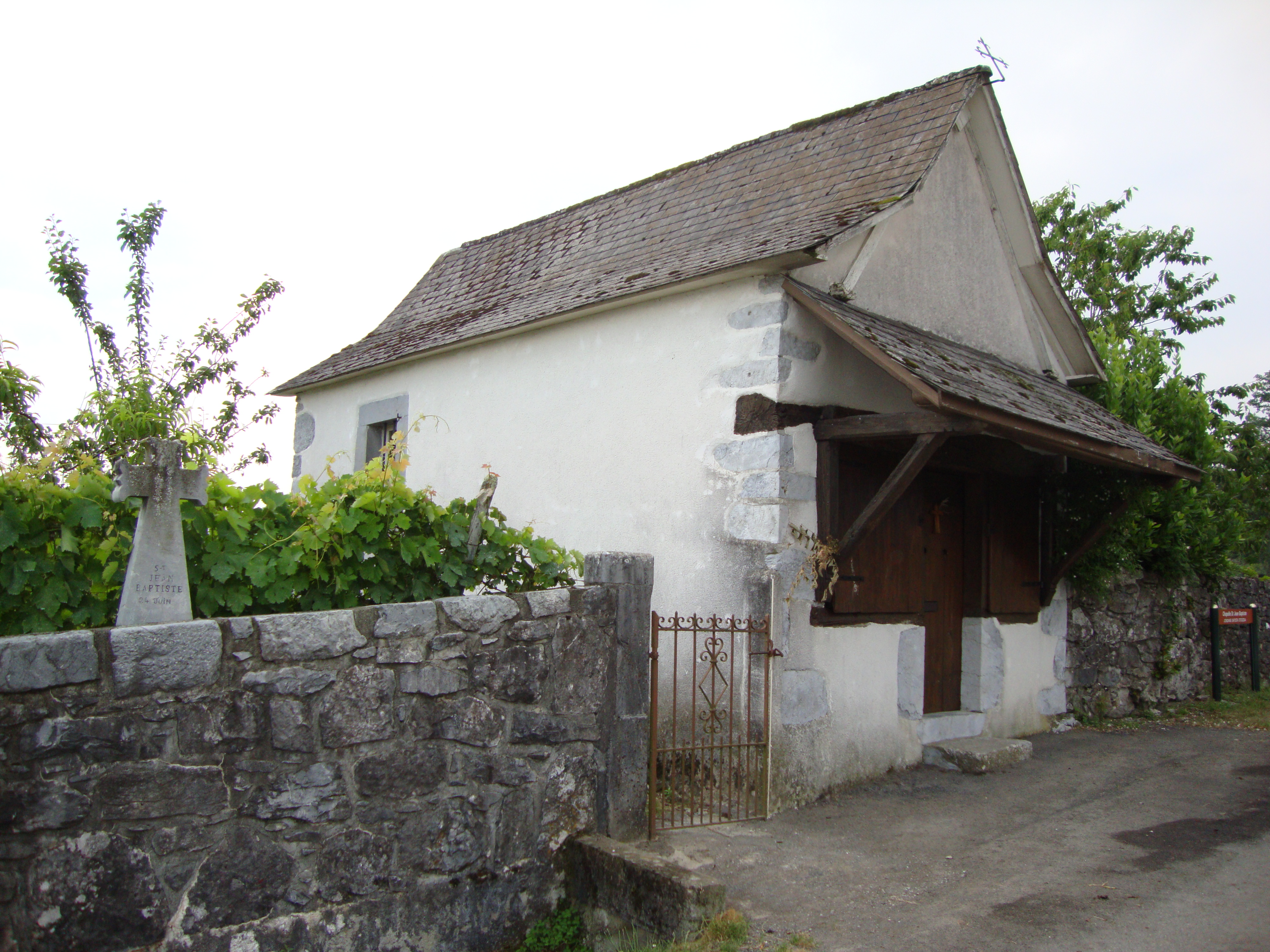
Часовня Св. Иоанна Крестителя
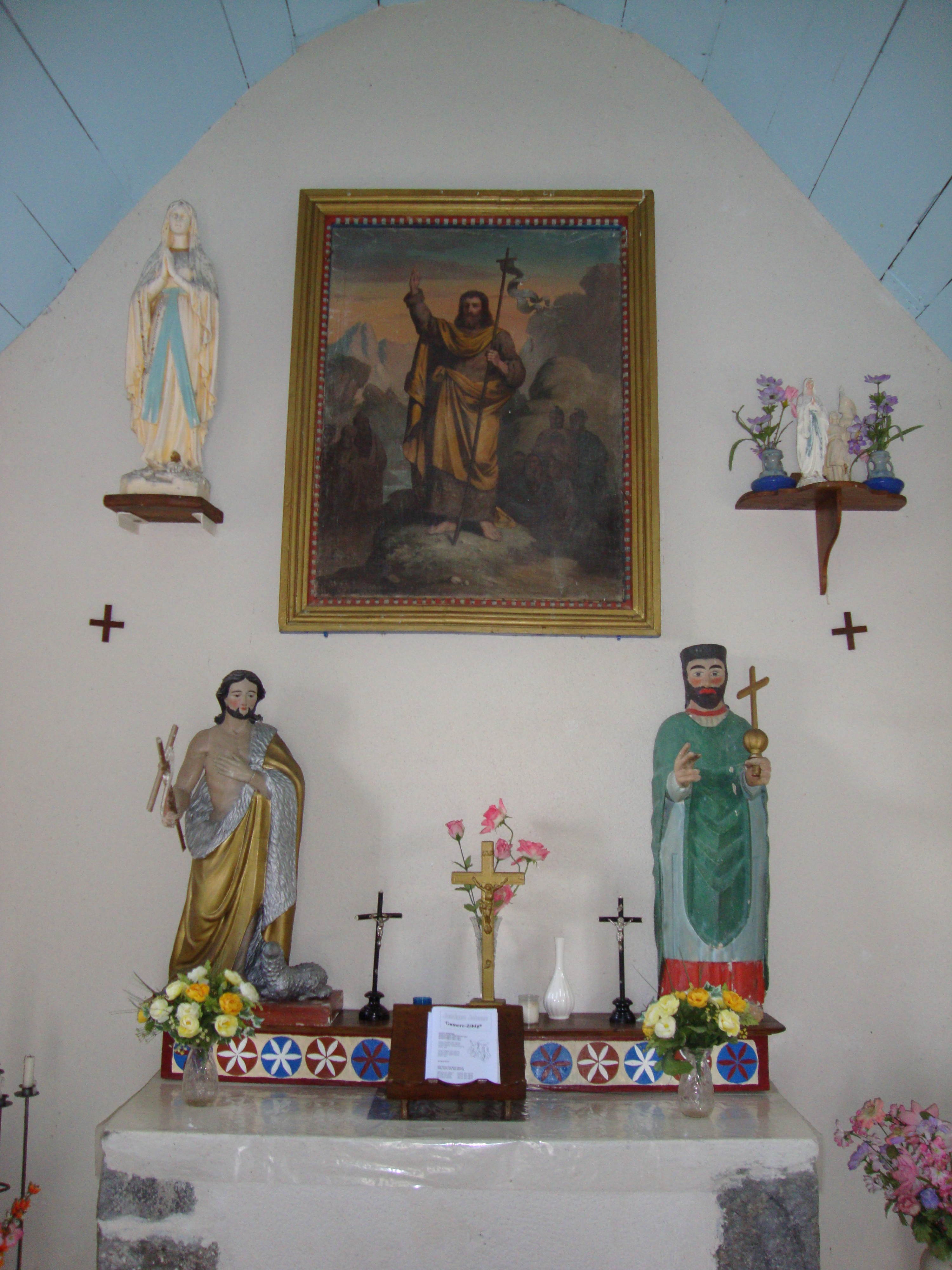
Интерьер часовни Св. Иоанна Крестителя
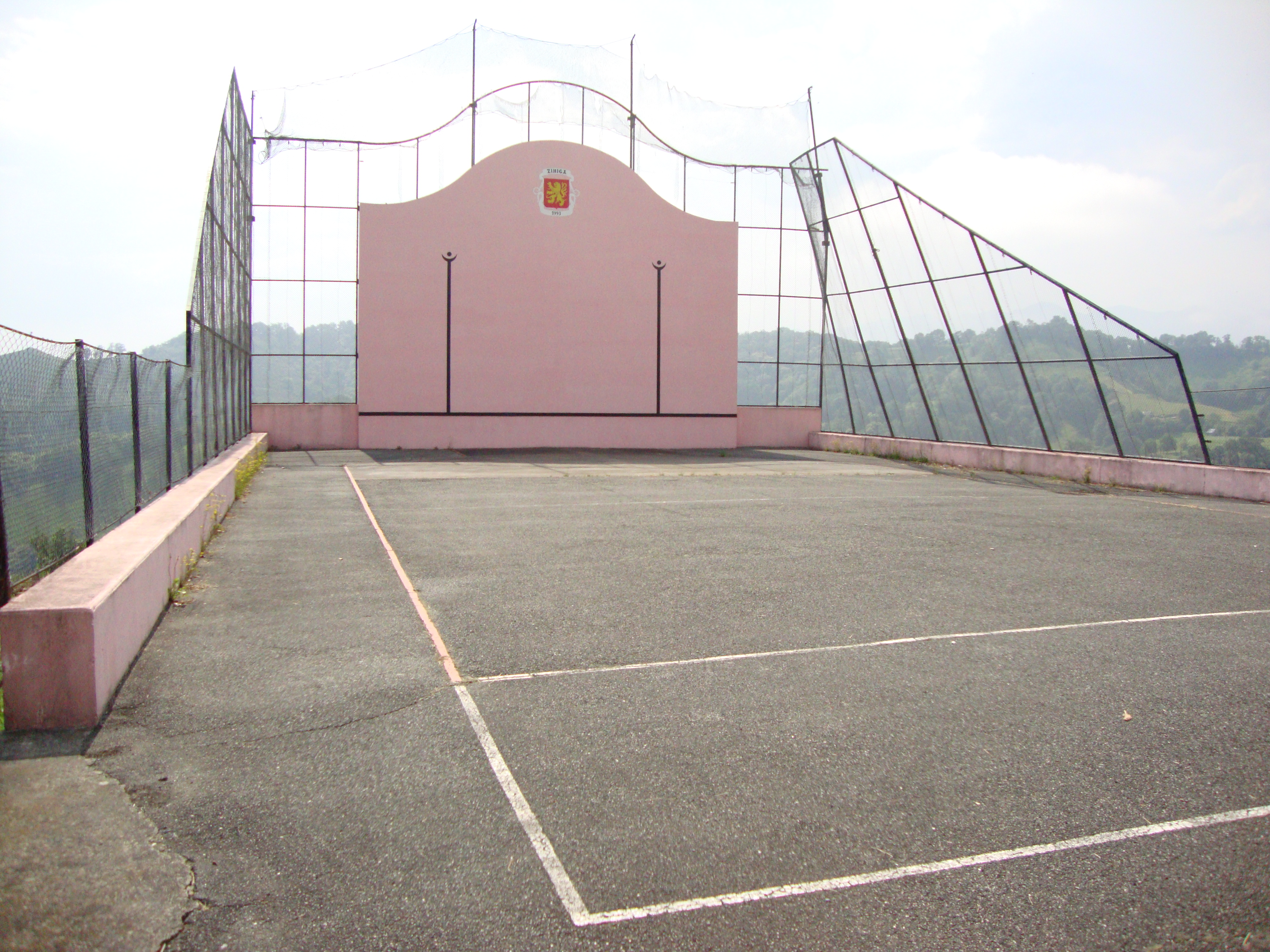
Фронтон (площадка для игры в пелоту)